# M-7 (Rusland)
De M-7 of Wolga (Russisch: М-7 «Волга») is de belangrijkste weg vanuit Moskou naar het oosten. De weg is 1280 kilometer lang.
De M-7 begint als een snelweg met 2x4 rijstroken aan de MKAD, de Moskouse ringweg. Niet ver na Moskou wordt de weg een hoofdweg met 2x3 rijstroken, voorbij het klaverblad in Elektrostal versmalt de weg naar in totaal vier rijstroken. Rond Vladimir is een rondweg aangelegd, met ongelijkvloerse kruisingen. Vlak voor Nizjni Novgorod gaat de weg op de zuidelijke Volgaoever verder, om zo langs de grote stad te gaan. Hier is de weg een autosnelweg met 2x2 rijstroken.
Bij Tsjeboksary gaat de weg ten zuiden van de stad langs, om richting Kazan te gaan. Even voor de brug over de Wolga in Kazan wordt de weg weer snelweg. Rondom Kazan is een 60 kilometer lange ringweg gebouwd, uitgevoerd als 2x2 snelweg met ongelijkvloerse kruisingen. Tot aan Jelaboega is de weg een vierstrooks hoofdweg, daarna buigt de weg af richting Oefa als een enkelstrooks hoofdweg van wisselende kwaliteit. In Oefa gaat de weg over in de M-5 naar Tsjeljabinsk en Siberië.
De M-7 is grotendeels onderdeel van de E22.